# 福斯克魯斯菲厄澤

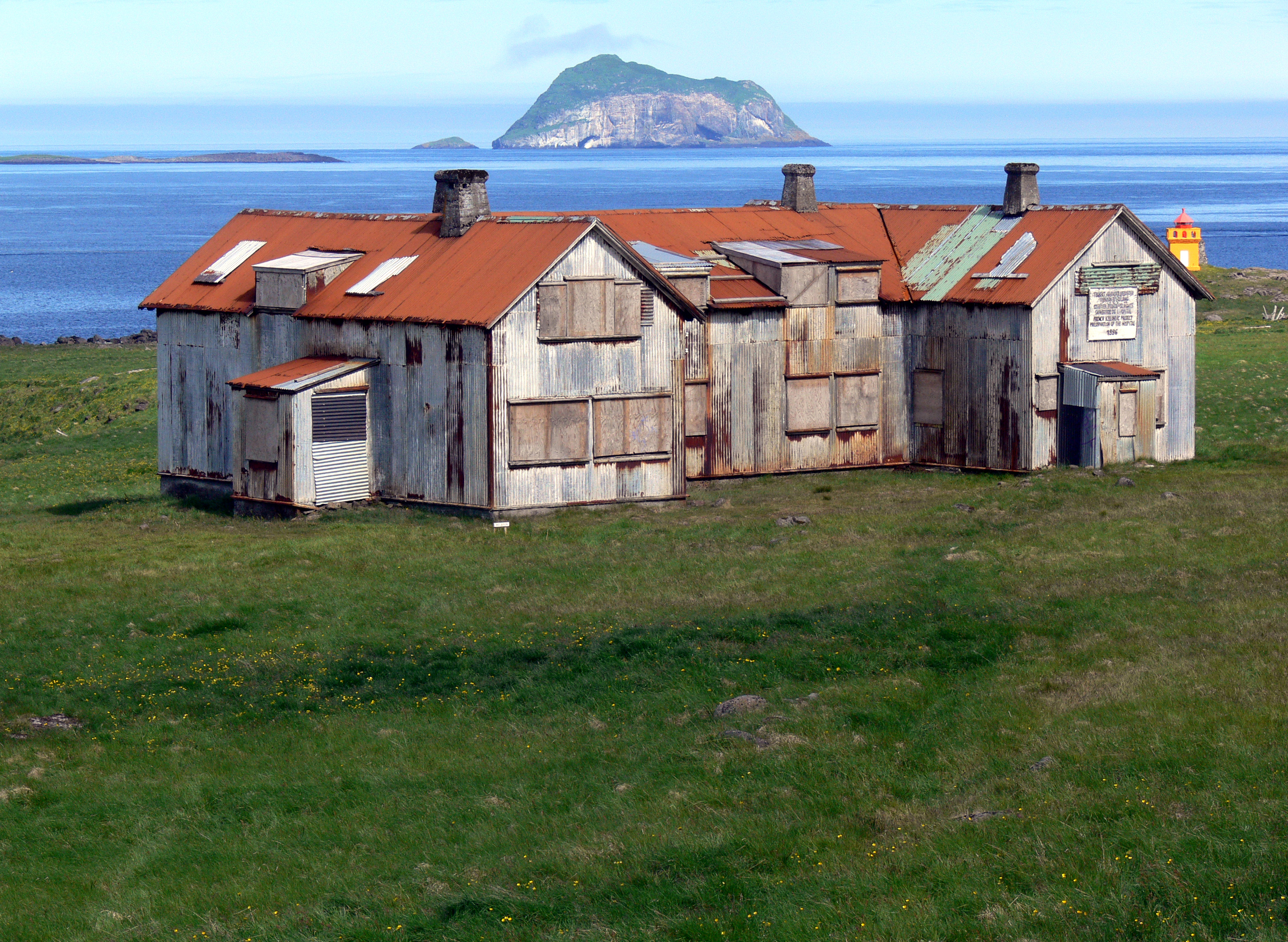
法国医院废墟

福斯克魯斯菲厄澤是冰島東部區菲亚扎比格兹市镇内的城鎮，位於該國東部，是該國最東端的城鎮之一，毗鄰雷扎爾菲厄澤，2021年人口695。

## 外部連結
- 菲亚扎比格兹官方网站 （页面存档备份，存于） （冰岛语）

64°55′45.83″N 14°00′37.6″W / 64.9293972°N 14.010444°W